# Stilpnophyllum
Stilpnophyllum är ett släkte av måreväxter. Stilpnophyllum ingår i familjen måreväxter.
Kladogram enligt Catalogue of Life:
| Stilpnophyllum | \| \| Stilpnophyllum grandifolium \| \| \| \| \| \| Stilpnophyllum lineatum \| \| \| \| \| \| Stilpnophyllum oellgaardii \| \| \| \| \| \| Stilpnophyllum revolutum \| \| \| \| |
|                | \| \| Stilpnophyllum grandifolium \| \| \| \| \| \| Stilpnophyllum lineatum \| \| \| \| \| \| Stilpnophyllum oellgaardii \| \| \| \| \| \| Stilpnophyllum revolutum \| \| \| \| |
|                | Stilpnophyllum grandifolium |
|                | |
|                | Stilpnophyllum lineatum |
|                | |
|                | Stilpnophyllum oellgaardii |
|                | |
|                | Stilpnophyllum revolutum |
|                | |